# Joseph Kabila
Joseph Kabila Kabange (Hewa Bora (provincie Zuid-Kivu), 4 juni 1971) is een Congolees politicus, die tussen 2001 en 2019 president was van de Democratische Republiek Congo. Hij werd president na de moord op zijn vader Laurent-Désiré Kabila in januari 2001. Hij heeft, zonder veel succes, geprobeerd een einde te maken aan de Tweede Congolese Burgeroorlog.
Na tekening van een vredesverdrag werd een interim-regering opgezet in 2003, waarin leiders van de twee rebellengroeperingen als vicepresident werden benoemd. Op 30 juli 2006 werden voor het eerst in zestig jaar democratische verkiezingen in het land georganiseerd. Na een tweede stemronde werd Joseph Kabila gekozen, die daarmee aan een nieuwe termijn begon. Ook in december 2011 werd Kabila tot winnaar van de presidentsverkiezingen uitgeroepen. In december 2016 braken onlusten uit in het land omdat Kabila nieuwe verkiezingen heeft gefrustreerd om aan de macht te blijven. De grondwet staat geen derde termijn toe. In oktober 2021 verdedigde Joseph Kabila zijn afstudeerscriptie aan de Universiteit van Johannesburg. Aan het einde van zijn vijf jaar durende studie werd hem een masterdiploma in politieke wetenschappen en internationale betrekkingen toegekend.

## Biografie

### Jeugd en studies
Kabila werd geboren in een dorp in het territorium van Fizi van de provincie Zuid-Kivu, in het oosten van Zaïre, nu de Democratische Republiek Congo (DRC). Hij is de zoon van Laurent-Désiré Kabila en Sifa Mahanya. Er zijn twijfels over deze versie, velen denken dat Laurent-Désiré Kabila niet zijn biologische vader was, maar eerder zijn stiefvader. De oppositie heeft een DNA-test gevraagd om uitsluitsel te geven, zonder gevolg.
Hij ging naar een openbare school in Fizi, en later in Mbeya, Tanzania.

### Guerrilla en leger
Na het middelbaar onderwijs volgde Kabila een militaire opleiding in Tanzania, en daarna ging hij naar de Universiteit van Makerere in Oeganda. In oktober 1996 startte Laurent-Désiré Kabila een campagne in Zaïre om het regime van Mobutu Sese Seko omver te werpen. Kabila jr. werd de aanvoerder van het befaamde leger van "kadogo's" (kindsoldaten) en speelde een hoofdrol in belangrijke gevechten op de weg naar Kinshasa. Het bevrijdingsleger kreeg logistieke en militaire steun van omliggende landen als Rwanda, Oeganda, Angola en Zimbabwe. Na de overwinning van de AFDL werd Laurent-Désiré Kabila president, en Joseph Kabila volgde een verdere opleiding in Beijing.
Toen hij terugkeerde uit China kreeg Kabila de rang van generaal-majoor in het leger. In 2000 werd hij de stafchef van de landmacht. Hij was op die manier een van de militaire leiders van het regeringsleger tijdens de Tweede Congo-oorlog (1998 - 2003).

### Presidentschap

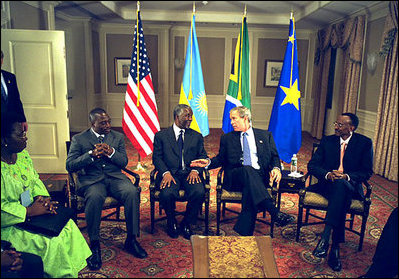
Kabila in 2002 met Thabo Mbeki, George W. Bush, en Paul Kagame

Kabila werd president op 26 januari 2001 na de moord op Laurent-Désiré Kabila. Hij werd als jong en onervaren beschouwd met zijn 29 jaren. Hij probeerde een eind te maken aan de Tweede Congolese Burgeroorlog door verdragen af te sluiten met de door Rwanda en Oeganda gesteunde rebellen, dezelfde landen die Laurent-Désiré Kabila drie jaar eerder steunden. Hierdoor kwam in 2002 de oorlog grotendeels ten einde. Hij zette een interim-regering op met de leiders van de twee belangrijkste rebellenlegers als vicepresident.

#### Verkiezing 2006
In december 2005 werd een nieuwe grondwet per referendum goedgekeurd. Er kwamen verkiezingen op 30 juli 2006. De nieuwe grondwet verlaagde de minimumleeftijd van presidentiële kandidaten van 35 naar 30 jaar; Kabila werd kort voor de verkiezingen 35 jaar oud. Hoewel de nieuwe grondwet stelde dat er debatten moesten gehouden worden tussen de twee laatste kandidaten, gebeurde dit niet en verklaarden sommigen dit onwettig. Kabila kreeg 45% van de stemmen, en voormalig rebellenleider Jean-Pierre Bemba haalde 20%. Deze uitslag stond echter ter discussie. Bij een tweede stemming haalde Kabila 58,05%. Kabila benoemde Antoine Gizenga tot premier.

#### Herverkiezing 2011
In januari 2011 liet Kabila de kieswet veranderen, waardoor de president in één kiesronde verkozen wordt, en waardoor meer dan twee termijnen mogelijk zijn. Deze ingreep vergrootte zijn kans om herkozen te worden in de presidentsverkiezingen van december 2011. En dat gebeurde ook: volgens de officiële uitslag, bevestigd door het Congolese hooggerechtshof, kreeg hij 49% van de stemmen, tegenover 32% voor zijn belangrijkste rivaal Étienne Tshisekedi. Deze aanvaardde de uitslag niet, eiste een ongeldigverklaring ervan en riep zichzelf uit tot winnaar. Onafhankelijke waarnemers spraken van fraude en grote logistieke tekortkomingen.

#### Uitstel verkiezingen 2016
Op maandag 19 december 2016 eisten honderden demonstranten het vertrek van Kabila. Zijn tweede en laatste ambtstermijn was in de nacht van maandag op dinsdag na 15 jaar presidentschap verstreken. Kabila heeft op diverse manieren de nieuwe verkiezingen gefrustreerd waardoor deze nog steeds niet zijn georganiseerd. In september leidde dit al tot bloedige protesten waarbij meer dan zestig mensen om het leven kwamen. De regering praat met een deel van de oppositie om tot een verkiezingsdatum te komen, maar Kabila lijkt vastbesloten om zijn positie te handhaven. Op 31 december 2016 bereikten de partijen, met hulp van de nationale bisschoppenconferentie, een akkoord. Hierin staat dat Kabila het land tot 'eind 2017' mag blijven leiden, maar dan moet er wel een nationale overgangsraad worden opgericht, die voorgezeten wordt door oppositieleider Étienne Tshisekedi.
Op 10 juni 2018 opende  Kabila het nieuwe ambtsgebouw voor de gouverneur van Katanga. Mensen die volgens Kabila topfiguren waren geweest voor Katanga kregen een buste in dit ambtsgebouw: Koning Leopold II, Koning Boudewijn en generaal  Emile Wangermée, de stichter van Elisabethstad, thans Lubumbashi, de hoofdstad van Katanga.
Op 30 december 2018 vonden met twee jaar vertraging de verkiezingen plaats. In augustus maakte Kabila bekend zich aan die wet te houden en stelde zich niet verkiesbaar. Hij schoof Emmanuel Ramazani Shadary, de huidige minister van Buitenlandse Zaken, naar voren als zijn kandidaat. De oppositie wees een gezamenlijke kandidaat aan, de zestiger Martin Fayulu. Fayulu is lid van een kleine oppositiepartij, parlementslid en zakenman.
De verkiezingen werden gewonnen door Félix Tshisekedi, die Kabila op 24 januari 2019 opvolgde als president. Martin Fayulu, die eerder door Cenco als winnaar werd aangeduid, betwist deze verkiezingsuitslag.

## Familievermogen
Volgens onderzoek dat de Congo Research Group, verbonden aan de New York-universiteit, voerde onder de naam “All the President's Wealth” zou Joseph Kabila, samen met zijn familie, eigenaar of mede-eigenaar zijn van meer dan 80 bedrijven in Congo en elders. Het onderzoek, dat op officiële Congolese documenten steunde, bracht onder meer de volgende belangen aan het licht: 
- Kabila bezit, via een firma samen met zijn kinderen, meer dan 71.000 hectare landbouwgrond.
- Twee bedrijven die aan de familie toebehoren, beschikken over diamantlicenties in een 724 km lange strook in de grensstreek met Angola.
- Jaynet Kabila, zuster van Joseph Kabila en parlementslid, heeft een belang in de grootste mobiele operator van Congo, terwijl broer Zoé Kabila, eveneens parlementair, eigenaar is van bedrijven die lucratieve mijncontracten verkregen.
- Het Congolese ministerie van Mijnbouw verstrekte aan een bedrijf, gecontroleerd door Jaynet Kabila, meer mijnrechten dan toegestaan volgens de Congolese mijnbouwwet.
- Familiebedrijven verkregen grote overheidscontracten, onder meer voor het uitgeven van rijbewijzen.

In het onderzoeksrapport Congo Hold-up van 2021 wordt de BGFIBank Congo genoemd als doorgeeffuik waarmee de natuurlijke rijkdommen en overheidsgelden van de Democratische Republiek Congo (Kinshasa) werden geplunderd, ten voordele van de entourage van Kabila.